# If I Had Possession Over Judgement Day
If I Had Possession Over Judgement Day è una canzone blues di Robert Johnson.

## Il brano
In questa canzone, dal testo apocalittico e con richiami biblici, Johnson ipotizza di essere il padrone del giorno del giudizio. 